# UFC 8
UFC 8: David vs.  Goliath var en mixed martial arts-gala arrangerad av Ultimate  Fighting Championship (UFC) i San Juan,  Puerto  Rico på Ruben Rodriguez Coliseum den 16 februari 1996.